# Every Hero Needs a Villain
Albums de Czarface (Inspectah Deck & 7L & Esoteric)
Czarface
(2013) A Fistful of Peril
(2016)
Singles
1. Deadly Class
Sortie : 7 avril 2015

Every Hero Needs a Villain est le deuxième album studio de Czarface (duo formé par Inspectah Deck et 7L & Esoteric), sorti le 16 juin 2015.
Bien accueilli par la critique, l'album s'est classé 4e au Top Heatseekers, 15e au Top R&B/Hip-Hop Albums et au Top Tastemaker Albums et 19e au Top Independent Albums.

## Liste des titres
| No  | Titre                                                 | Durée |
| --- | ----------------------------------------------------- | ----- |
| 1.  | Don the Armor                                         | 1:18  |
| 2.  | Czartacus                                             | 2:37  |
| 3.  | Lumberjack Match                                      | 2:46  |
| 4.  | Nightcrawler (featuring Method Man)                   | 3:22  |
| 5.  | World Premier (featuring Large Professor)             | 2:50  |
| 6.  | The Great (Czar Guitar)                               | 2:25  |
| 7.  | Red Alert                                             | 3:46  |
| 8.  | Junkyard Dogs (featuring JuJu)                        | 3:33  |
| 9.  | Sgt. Slaughter                                        | 2:10  |
| 10. | When Gods Go Mad (featuring GZA)                      | 4:16  |
| 11. | Ka-Bang! (featuring MF DOOM)                          | 2:52  |
| 12. | Deadly Class (featuring Meyhem Lauren)                | 2:59  |
| 13. | Escape from Czarkham Asylum                           | 8:18  |
| 14. | Sinister                                              | 2:59  |
| 15. | Good Villains Go Last (featuring R.A. the Rugged Man) | 3:52  |

| 16. | Deviatin' Septums                 | 2:49 |
| 17. | Sinister (Revenge of Yorgo Remix) | 2:11 |